# Bernardo Racedo Aragón
Bernardo Alejandro Racedo Aragón (Villa Ballester, Buenos Aires, 22 de junio de 1962) empresario, militar experto turístico emprendedor  y político argentino. Se desempeña en la actividad turística desde el año 1984, tanto en el sector privado como en el público. Comenzó muy joven, siempre comprometido con el turismo, a desarrollar su carrera. siempre comprometido con el turismo.
Cumplió su servicio militar durante la Guerra de Malvinas, prestando servicios en Infantería de Marina, en el Centro de Instrucción y Formación de Infantes de Marina (C.I.F.I.M.) en el Parque Pereyra Iraola, ciudad de La Plata.
En cuanto a su formación, ha tomado diferentes cursos de capacitación en Dirección de Empresas, Hotelería, Recursos Humanos en Turismo, Estrategias de Ventas, Liderazgo, Relaciones Públicas y Marketing llevando adelante su formación en Estados Unidos, Japón, Costa Rica y Santiago de Compostela, y capacitaciones realizadas en Estrategias de Ventas, Liderazgo, Relaciones Públicas y Marketing, entre otras.
Su experiencia laboral tiene origen en el año 1984 en la empresa “Avis” de alquiler de autos, donde alcanzó el puesto de Gerente en diversas sucursales, comenzando en Tucumán y continuando en Salta, Puerto Iguazú, Mendoza y Buenos Aires, para convertirse a los 28 años en Gerente Comercial de la compañía. A los 30 años adquirió la licencia comercial de “Avis” para las provincias de Tucumán, Salta y Jujuy, representándola entre los años 1992 al 2000.
Su actividad empresarial ha tenido un amplio compromiso en las instituciones intermedias del sector turístico, destacándose en este sentido su aporte como cofundador de la fundación de la Cámara de Alquiladoras de Autos de la República Argentina (CADEA) fue Secretario de la Federación de Cámaras de Turismo de la República Argentina (FEDECATUR) por más de seis años. Fue Director de la Cámara Argentina de Turismo (CAT) y Secretario de la Cámara de Turismo de Salta.
En el año 1999 lo nombraron  Director en Turismo de Salta , dirigiendo las estrategias de desarrollo y posicionamiento del Turismo de dicha provincia. En el año 2000 asumió como Secretario de Turismo de Salta, destacándose en su gestión el aumento de 285.000 turistas anuales a 1.200.000 en el año 2007; dentro de sus logros también se comprenden la apertura de 210 establecimientos hoteleros, el crecimiento del 300% de agencias de viajes receptivas, como así también la capacitación de 17.000 personas a través de una política turística , además en su gestión se proyectó y construyó el Centro de Convenciones Salta, con capacidad para 2.400 personas, asimismo se inauguraron diferentes museos.
En tiempos de su mandato se generó la transformación edilicia y urbanística de Salta, convirtiéndola en un centro turístico nacional e internacional. 
Impulsó la instalación de Andes Líneas Aéreas. Finalizó su gestión al término del tercer mandato de Juan Carlos Romero como gobernador de la provincia de Salta.
En el año 2008 ocupó el cargo de Presidente del Ente Tucumán Turismo, cargo con rango de Secretario de Estado, lugar que ocupó hasta el año 2015.
Durante la gestión al frente del Ente Tucumán Turismo se cuentan entre sus logros  la organización de la “Cumbre de las Américas”; la Hockey World League 2013; el paso del Rally Dakar desde 2011 hasta 2015; la instalación de 76 nuevos hoteles, cuatro de ellos pertenecientes a cadenas internacionales. Fortaleció el segmento de congresos y convenciones logrando el aumento de 50 a casi 300 Congresos realizados anualmente en la provincia de Tucumán.
Como funcionario de gobierno ha presentado voluntariamente una rendición pública de cuentas de forma anual desde el año 1999 hasta el 2015 
Fue elegido en abril de 2011 Presidente del Consejo Federal de Turismo Argentino (CFT) período 2011-2013. 
Realizó más de 15 viajes al exterior de formación empresaria, aplicando luego estos conocimientos a la creación de nuevos productos como la Ruta del vino de Salta o de reciclaje de hotelería con inversiones millonarias, por dar algunos ejemplos del tipo. 
Representó a las provincias de Tucumán y Salta en más de 100 Ferias en el mundo relacionadas con la materia turística.
Ha sido disertante en diferentes universidades en Argentina, congresos y eventos de organización pública y privado, entre las  presentaciones de los casos de éxito de su gestión se destacan entre muchos la participación en el coloquio de Idea.
Formó parte del equipo de ANDES Líneas Aéreas ocupando la gerencia comercial  desde 2016 a 2018  tiempo en que la empresa  creció de 14000 asientos ofertados a 80 mil y de 1,8 de share al 9 % del mercado argentino, incremento un 125 % su flota y sextuplico los pasajeros transportados.
Su carácter emprendedor lo ha llevado a desarrollar la explotación de una cadena de más de 11 locales textiles de importantes marcas, como son: Arredo, Cardón, Tucci y La Argentina, en las provincias de Tucumán y Salta. 
Actualmente asesora a CAME, (CAMARA ARGENTINA DE LA MEDIANA EMPRESA), y forma parte de ENDEVOR como director en el NOA, también es docente de la Universidad San Pablo -T desde el año 2012.
Debido a su exitosa gestión política y empresaria, participó en el año 2015 y en el 2019 como candidato a intendente por el municipio de Yerba Buena por el Partido Justicialista de Tucumán, obteniendo en ambos casos el segundo lugar.

## Trabajos Realizados
- Proyecto de ley del Consejo Federal de Turismo 2002 Participó del Equipo de Trabajo

- Reglamentación del Funcionamiento del Consejo Federal de Turismo

- Reglamento de Turismo Aventura en la Provincia de Salta

- Argentina para Argentinos: Proyecto para el desarrollo del Turismo Nacional 1999

- Plan Federal de Turismo de la República Argentina 2016 Participó del equipo de Trabajo

- Dirección de los siguientes proyectos para presentar en el B.I.D.:
  - Fortalecimiento de los Pueblos Vallistos
  - Camino del Inca
  - Ruta del Vino
  - Ruta de Artesanos
  - Construcción de Hosterías en Santa Victoria, Nazareno y La Poma (Prov.de Salta)

- Plan Maestro de Turismo de la Provincia de Salta 2016 Financiado por el BID

- Plan de Gobierno para la provincia de Tucumán

Gestión 2007 2011
Líder de Proyecto
Financiado por el CFI
- Espectáculo de Martín Miguel de Güemes Participante del equipo de trabajo

- Museo del Vino de Cafayate Participante del Equipo de Trabajo

- Implementación de la Ruta del Vino Líder de proyecto

- Investigación de rutas Temáticas Turísticas
  - La Rioja (España)
  - Burdeos, Francia
  - Toronto, Canadá
  - Valle de Napa, Estados Unidos
  - Provincia de Mendoza, Argentina